# Sistema acotat

Altituds acotades

Un sistema acotat consisteix a referir els problemes de l'espai en un únic pla de projecció. Una altra definició, és que és un sistema de projecció en el qual s'utilitza una única projecció (projecció horitzontal) i la falta de l'altra es resol anotant la coordenada al costat d'aquesta projecció.
Té el seu origen a la representació de terrenys, i aquesta continua sent avui en dia la seva major aplicació. Aquest sistema només utilitza un pla de projecció, completant-lo amb les cotes o altures de punts o línies.
El seu principal avantatge sobre els altres sistemes és la possibilitat de representar superfícies de formes molt irregulars, com les d'un terreny.
Només s'utilitza en un pla de projecció, però, pràcticament sempre s'acaba complementant amb una segona projecció de perfil. Gràcies a aquesta projecció auxiliar és possible representar o determinar elements que amb només una projecció seria molt complicat o impossible.